# 1941 en santé et médecine
| Années de la santé et de la médecine : 1938 - 1939 - 1940 - 1941 - 1942 - 1943 - 1944    |
| Décennies de la santé et de la médecine : 1910 - 1920 - 1930 - 1940 - 1950 - 1960 - 1970 |

Cet article présente les faits marquants de l'année 1941 en santé et médecine.

## Événements
- 20 février : le microbiologiste polonais Ludwik Hirszfeld est forcé de s'installer dans le ghetto de Varsovie avec sa femme et sa fille. Il y organise des mesures antiépidémiques et des campagnes de vaccination contre le typhus et la typhoïde, en même temps qu'il enseigne la médecine.

- Le microbiologiste américain d'origine russe Selman Waksman donne le nom d'« antibiotiques » aux médicaments capables de détruire les bactéries[1].
- Découverte par l'Américain Russel Marker de la plante qui contient l'hormone progestérone qui sera commercialisée comme pilule contraceptive en 1960[2].
- La vitamine E (alpha tocophérol) pourra désormais être prise sous forme de capsule au lieu d'injection.
- Le procédé de surcongélation, développé en 1934 pour les besoins de la médecine, est appliqué aux produits alimentaires dont le jus d'orange congelé pour abreuver les soldats.
- 3 % des adultes américains ont la syphilis.
- La longévité moyenne des Américains est 62,5 ans.

## Naissances
- 6 août : Jean-Claude Étienne (mort en 2017), professeur agrégé de médecine et homme politique français.

## Décès
- 2 février : Auguste Béhal (né en 1859), pharmacien et chimiste français.
- 17 juillet : Jean Auriac (né en 1906), médecin et résistant français[3], titulaire d'une chaire à la fac de Bordeaux, il se suicidera au cyanure pour protéger les membres de son groupe de Résistance[4]
- 6 septembre : Hastings Gilford (né en 1861), chirurgien anglais.
- 9 septembre : Hans Spemann (né en 1869), embryologiste allemand, prix Nobel de physiologie ou médecine de 1935.